# Simon Van Buyten
Simon Van Buyten (...) è un attore belga.

## Filmografia

### Film
- Mixed Kebab - Kevin (2012)

### Serie Televisive
- In Vlaamse Velden - Staf (2014)
- Ontspoord - Jelle (2013)
- Vermist - Ief Boussard (2012)
- Quiz Me Quick - Gabriël Hemelrijcks (2012)

### Cortometraggi
- Léon (2014)
- Entre-Nous (2009)